# Petr Pospíchal (publicista)
Petr Pospíchal (* 16. dubna 1960 Brno) je český disident, signatář Charty 77 a politický vězeň. V době komunismu byl třikrát uvězněn, přičemž na svobodě byl StB tvrdě pronásledován. Po pádu komunismu byl mimo jiné pracovníkem kanceláře prezidenta Václava Havla, spolupracovníkem rozhlasových stanic BBC a RFE, velvyslancem v Bulharsku a předsedou Rady pro televizní a rozhlasové vysílání.

## Život
Petr Pospíchal se narodil 16. dubna 1960 v Brně. Roku 1972 se jeho rodiče rozvedli. Jeho matka se později provdala za syna významného představitele moravského katolického disentu Josefa Adámka. Petr Pospíchal se po devítiletce šel učit tiskařem. Ve škole se spřátelil s  o ročník starším spolužákem Martinem Šimsou, který byl synem evangelického faráře a disidenta Jana Šimsy. Zajímal se o politiku a často poslouchal vysílání Hlasu Ameriky. Roku 1976 mu Martin Šimsa dal přečíst samizdatovou tiskovinu o politickém procesu se skupinou The Plastic People of the Universe. V lednu 1977 se dostal k prohlášení Charty 77. Od té doby začal rozmnožovat a šířit různé tiskoviny. Aktivně se též zapojil do činnosti disentu.
Dne 4. května 1978, tedy jen krátce po svých osmnáctých narozeninách, byl Petr Pospíchal přímo ve škole zatčen, obviněn z trestného činu pobuřování a vzat do vazby. Souzen byl v politickém procesu s Petrem Cibulkou a Liborem Chloupkem, kteří také pocházeli z Brna. Dne 14. listopadu 1978 byl Petr Pospíchal Městským soudem v Brně odsouzen pro pobuřování na 11 měsíců odnětí svobody. V brněnské vazbě byl celkem devět měsíců a pak ještě dva měsíce ve věznici Plzeň-Bory. Případu věnovala značnou pozornost zahraniční média a neoficiální tisk. Případu bylo věnováno sdělení Výboru na obranu nespravedlivě stíhaných č. 2 publikované v periodiku Informace o Chartě č. 6/1978. Václav Havel na jejich případ upozornil v dopisu přečteném 22. května 1978 na světovém kongresu PEN Klubu ve Stockholmu. Skupina československých občanů, převážně disidentů, zaslala 31. května 1978 protest Federálnímu shromáždění. Ve dnech 23.–24. prosince 1978 proběhla třicetihodinová protestní hladovka. Disidentka Helena Klímová zaslala v únoru a srpnu 1979 dva protestní dopisy předsedu České národní rady Evženu Erbanovi. Odvolání bylo projednáno Krajským soudem v Brně, který první rozsudek zrušil, ale následně všechny obviněné znovu pro pobuřování odsoudil ke shodným trestům. Petr Pospíchal svůj trest vykonal v první nápravně-výchovné skupině. Jeho vězeňské číslo bylo 11 248. Propuštěn byl 5. dubna 1979.
Po svém propuštění Petr Pospíchal podepsal Chartu 77 a zapojil se do činnosti Výboru na obranu nespravedlivě stíhaných (VONS). Informoval o případech pronásledovaných lidí a uspořádal demonstraci za propuštění Petra Cibulky. Pronásledování ze strany StB pokračovalo. Například na podzim 1980 byl při výslechu v Bartolomějské ulici surově zbit. V jiném případě byl příslušníky StB zadržen přímo na nádraží, odvezen do lesů a tam odveden na okraj skály. Ve strachu o svůj život se přestěhoval do Prahy a na ulici se pokud možno nepohyboval bez doprovodu.
V roce 1981 nastoupil základní vojenskou službu, kterou vykonával ve Strašicích. Rovněž na vojně byl z politických důvodů pronásledován a šikanován. Na jaře 1981 byl na vojně zatčen kvůli tomu, že mu někdo zaslal zpravodaj Informace o Chartě. Vojenský soud v Litoměřicích jej za pobuřování odsoudil na 18 měsíců odnětí svobody. Trest opět vykonal ve věznici Plzeň-Bory, znovu v první nápravně-výchovné skupině (protože byl poprvé odsouzen jako mladistvý, nebyl ani při druhém trestu považován za recidivistu). Jeho druhé vězeňské číslo bylo 21 778. Ve věznici byl nasazen na broušení bižuterie (tzv. šatonů) pro podnik Preciosa. Zároveň se ve věznici potkával s řadou dalších politických vězňů.
Také po svém propuštění v září 1983 Pospíchal pokračoval ve své činnosti. StB tedy pokračovala v jeho pronásledování. Například v únoru 1984 byl zbit na služebně StB, v jiném případě v zimě odvezen do lesů na Vysočině a tam ponechán bez pomoci.